# ASV Sangerhausen
Athletischer Sportverein 1902 Sangerhausen e. V. (ASV Sangerhausen) ist ein Sportverein aus Sangerhausen / Mansfeld-Südharz in Sachsen-Anhalt. Sektionen des Vereins sind u. a. Badminton, Basketball, Darts, Gymnastik, Judo, Ju Jutsu, Karate, Leichtathletik, Ringen, Sport-Dancing, Tischtennis und Volleyball. Diese trainieren in 38 verschiedenen Sportgruppen. Der Verein engagiert sich sowohl im Leistungs-, als auch im Breitensport und bietet Freizeit- und Seniorensport, Sport für Vorschulkinder sowie Kurse für Rehabilitationssport an. Er ist mit etwa 1300 Mitgliedern (Stand 2022) der größte Sportverein im Landkreis Mansfeld-Südharz. Vorsitzende des Vereins ist Uta Fiedler.

## Leichtathletik
Erfolge erzielte in den frühen 2000er und 2010er Jahren die Abteilung Leichtathletik. Herausragend waren dabei vor allem die Geher. Neben Sangerhäusern starteten ab dem Jahr 2008 Steffen Borsch, Dick Gnauck und Mario Kerber für den ASV Sangerhausen. Einer der größten Erfolge des Geherteams war der erste Platz in der Mannschaftswertung im 20-km-Straßengehen zur deutschen Meisterschaft am 1. Juni 2008 in Naumburg bei einer Zeit von 5:19:26 h (Borsch 1:41:05 h; Gnauck 1:41:30 h; Kerber 1:52:53 h). Diese Zeit wird in der Bestenliste 2008 des Deutschen Leichtathletik-Verbandes außerdem als deutsche Jahresbestleistung geführt. Steffen Borsch wurde 2008 Europameister M35 im 5000-Meter-Bahngehen bei den Seniorenmeisterschaften in Ljubljana. Ende 2012 verließ das erfolgreiche Geher-Team den ASV Sangerhausen.
Aufgrund seiner Leistung wurde der ASV Sangerhausen vom Leichtathletikverband Sachsen-Anhalt mehrfach als Landesleistungsstützpunkt zertifiziert.

## Ringen
Ringen gibt es beim ASV Sangerhausen bereits seit 1902. Es war somit die Gründungssektion des Vereins. Nachdem zunächst in den Räumen einer Brauerei und in einer Bierhalle trainiert wurde, baute man zwischen 1926 und 1928 eine eigene Sporthalle für die Ringer. Da nach dem Zweiten Weltkrieg Ringen zunächst verboten worden war, organisierte man sich 1948 neu. In den folgenden Jahren war die Sektion Teil der BSG Motor Sangerhausen. In den späten 1950er Jahren wurde der Wettkampfbetrieb jedoch nochmals kurzzeitig eingestellt, erlebte ab den 1960ern jedoch einen deutlichen Aufschwung. Im Jahr 1981 gelang der Wettkampfgemeinschaft Sangerhausen/Nebra sogar der Aufstieg in die DDR-Liga und somit die zweite Liga. Nach dem Ende der DDR wurden die Betriebssportgemeinschaften aufgelöst und die Abteilung Ringen organisierte sich beim wieder ins Leben gerufenen ASV Sangerhausen neu.

## Karate
Die Karateabteilung des ASV Sangerhausen nimmt seit mehreren Jahren am Wettkampfbetrieb teil. Nicolas Burgtorf und Sandra Ripsch konnten erste Plätze bei Europacupwettbewerben erzielen. Bei den deutschen Meisterschaften der World Union of Karate Do Organisations (WUKO) gewannen Sportler des ASV 2014 zwei Goldmedaillen. Weitere Medaillen wurden bei Landesmeisterschaften gewonnen.

## Basketball
Seit August 2020 stellt man nun auch eine Basketballabteilung. In der BVSA Bezirksliga Süd gehen die ASV „Mammuts“ Sangerhausen seitdem auf Korbjagd.